# Contigaspis indigoferae
Contigaspis indigoferae är en insektsart som först beskrevs av Hall 1928.  Contigaspis indigoferae ingår i släktet Contigaspis och familjen pansarsköldlöss. Inga underarter finns listade i Catalogue of Life.